# Wilhelm Blumwe

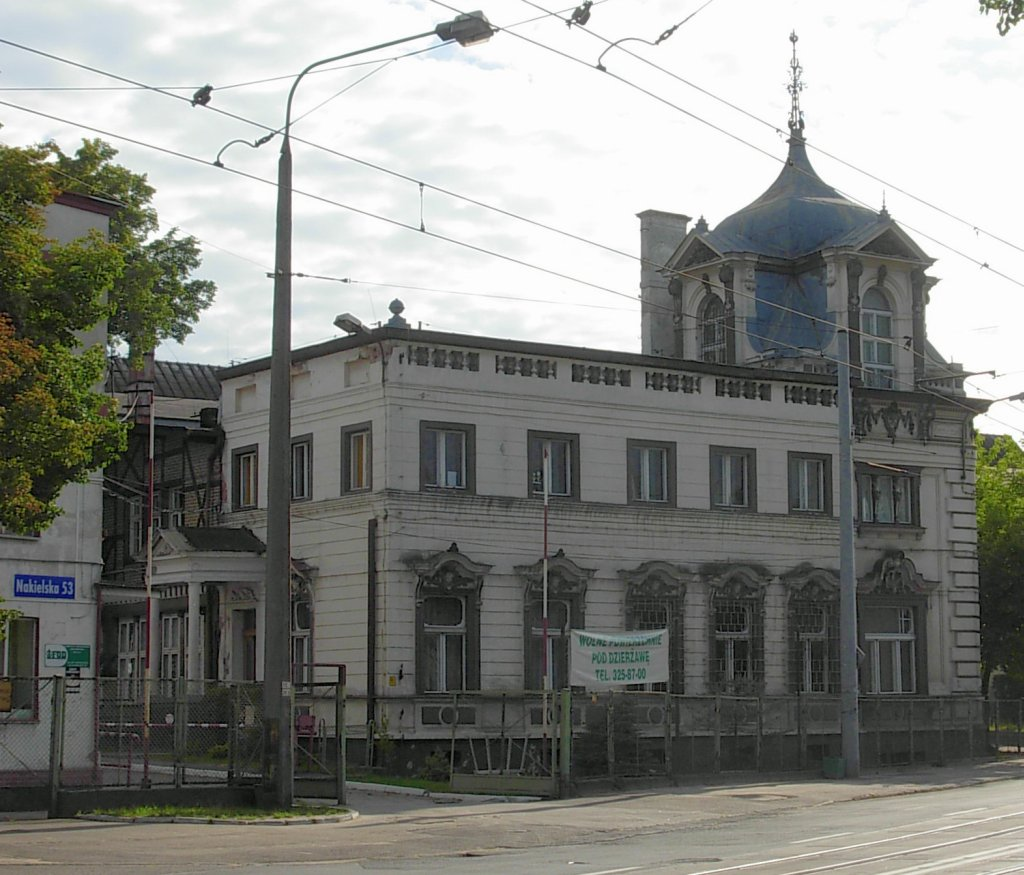
Fragment Fabryki Obrabiarek do Drewna prowadzonej przez Wilhelma Blumwe

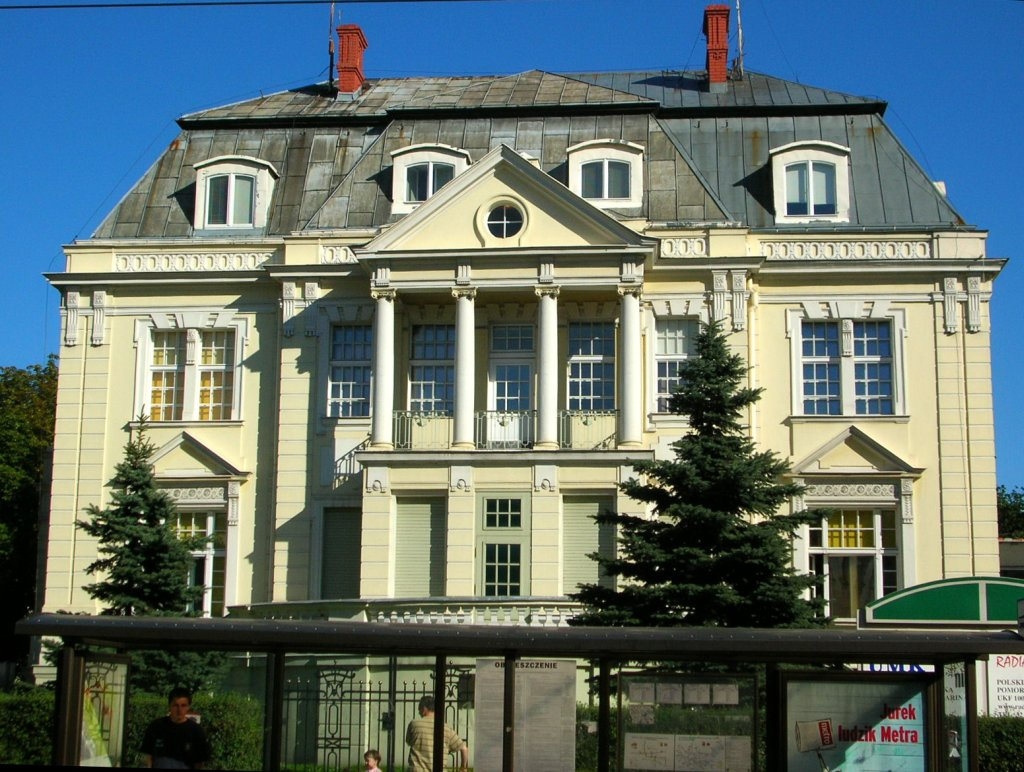
Willa Wilhelma Blumwe w Bydgoszczy

Franz Julius Wilhelm Blumwe (ur. 11 sierpnia 1853 w Erfurcie, zm. 26 września 1903 w Bydgoszczy) – niemiecki przemysłowiec, radca komercjalny, właściciel i dyrektor Fabryki traków i maszyn do obróbki drewna – C. Blumwe i Syn (ob. Fabryka Obrabiarek do Drewna) w Bydgoszczy.

## Życiorys
Był synem Carla Blumwe, właściciela fabryki maszyn do obróbki drewna i Louise z d. Heinrich. Do Bydgoszczy przybył wraz z rodzicami w połowie lat 50. XIX w. Tu uczęszczał do bydgoskiego Gimnazjum Fryderyka Wilhelma. Egzamin dojrzałości złożył w 1871 r. Następnie uczył się fachu budowy maszyn, początkowo w Niemczech, a następnie w Anglii. Do Bydgoszczy powrócił w 1878 r., podejmując pracę w fabryce swego ojca. Tytułowany był inżynierem, brak jednak świadectwa ukończenia przez niego wyższych studiów technicznych.
Na początku lat 80. XIX w. został wspólnikiem w rodzinnym przedsiębiorstwie. Już wówczas wyspecjalizowało się ono w produkcji traków i maszyn do obróbki drewna. W 1887 r. po śmierci ojca, przejął jednoosobowo kierownictwo fabryki. Rozbudował warsztaty, zainstalował elektryczne oświetlenie oraz urządzenia transmisyjne. W 1896 r. zbudował nowoczesną na owe czasy odlewnię żelaza. W 1897 r. przekształcił przedsiębiorstwo w spółkę akcyjną, zatrzymując w swoim ręku większość akcji i stanowisko dyrektora. W tym czasie przedsiębiorstwo przeżywało intensywny rozwój. Posiadało przedstawicielstwa w Berlinie, Magdeburgu i Kolonii. Ze swoich wyrobów znane było w całej Europie, a nawet poza jej granicami. Traki i maszyny do obróbki eksportowano do Chin, Ameryki i Afryki.
W 1899 r. jego fabryka zatrudniała 22 urzędników i 250 robotników. Na początku XX wieku kapitał akcyjny spółki wynosił blisko 1 mln marek, a jego osobisty dochód jako właściciela ocenia się na około 55-60 tys. marek rocznie. Wyrazem uznania dla jego działalności gospodarczej było nadanie mu w 1901 r. tytułu radcy komercjalnego.
Oprócz działalności gospodarczej udzielał się w społecznie i charytatywnie. W 1889 r. każdemu z pracowników fabryki, który przepracował w niej ponad 10 lat, ufundował wkład oszczędnościowy w wysokości 50 marek. Z jego inicjatywy utworzono w zakładzie pracowniczą kasę chorych i kasę pogrzebową. Szczególną troskę i pomoc finansową poświęcał dzieciom. W 1900 r. utworzył dom opieki nad dziećmi rodziców pracujących zawodowo. Do jego dyspozycji oddał obszerną willę z ogrodem na Wilczaku przy ul. Nakielskiej. Przebywało tam stale ok. 120 dzieci pod kuratelą dwóch sióstr-diakonisek. W 1902 r. otworzył zakład kształcenia diakonisek – wychowawczyń przedszkolnych, na którego siedzibę przekazał domek przy ul. Nakielskiej.
Był członkiem Partii Narodowych Liberałów, jednak nie brał czynnego udziału w działalności politycznej. Przez wiele lat działał w bydgoskiej Izbie Handlowej (od 1897 r. członek zarządu). Uczestniczył również w pracach Towarzystwa Historycznego Obwodu Nadnoteckiego oraz Niemieckiego Towarzystwa Sztuki i Wiedzy. W obu towarzystwach pełnił funkcję członka zarządu. W latach 1896–1897 wybudował willę przy ul. Gdańskiej 58 (dziś siedziba Rozgłośni Polskiego Radia w Bydgoszczy), gdzie zamieszkał wraz z żoną i matką.

### Rodzina
Wilhelm Blumwe od 1880 r. był żonaty z Marie Christiane Clarą z d. Strelow, córką Juliusa Strelowa, właściciela bydgoskiego browaru. Małżeństwo było bezdzietne.

## Upamiętnienie
Jego imieniem nazwano jedną z ulic miasta. Nazwę zmieniono w 1945 r. (dziś odcinek ul. Stawowej pomiędzy ul. Nakielską i ul. Wysoką).
W 2012 r. w wyniku konkursu, nazwano jego imieniem jedną z ulic na terenie Bydgoskiego Parku Przemysłowo-Technologicznego.